# Dolní Lužice
Dolní Lužice (německy Niederlausitz, dolnolužickosrbsky Dolna Łužyca, hornolužickosrbsky Delnja Łužica, polsky Dolne Łużyce, latinsky Lusatia inferior) je historické území, které je od roku 1945 rozděleno mezi Německo a Polsko. Téměř celá německá část Dolní Lužice je součástí spolkové země Braniborsko, zatímco vesnice Geierswalde (lužickosrbsky Lejno), Kromlau (lužickosrbsky Kromola) a město Lauta (lužickosrbsky Łuty) náležejí od roku 1990 k Sasku. Menší polská část je součástí Lubušského vojvodství. Centrem Dolní Lužice je Chotěbuz (německy Cottbus, dolnolužickosrbsky Chóśebuz, hornolužickosrbsky Choćebuz) v dnešním Braniborsku. V letech 1348–1635 byla Dolní Lužice součástí České koruny.

## Historie
Lužice byla pravděpodobně pojmenována podle starosrbského názvu řeky Lug, což v překladu znamená močál. Do 14. století nebylo užíváno pojmu Dolní Lužice, jednalo se o Markrabství lužické, pro Horní Lužici se užívalo pojmenování Budyšínsko nebo Zhořelecko. V roce 1135 získali Lužici Wettinové, kteří ji drželi do roku 1304. Následně pak do roku 1319 náležela Lužice Askáncům, kteří vlastnili i sousední Braniborsko. Následně Lužici získal nejstarší syn krále Ludvíka IV. Bavora. Braniborský markrabě Ludvík V. odkázal  na základě smluv mezi  císařem Karlem IV. Dolní Lužici  jeho nejstaršímu synovi Václavovi, avšak bylo nutné vykoupit předkupní právo míšeňských markrabat. V roce 1364 Karel IV. vykoupil Dolní Lužici nenávratnou půjčkou 21 000 hřiven stříbra od příbuzného své manželky Anny, Boleslava II. Svídnického. Do roku 1368 vládl v Lužici svídnický kníže. V roce 1370 došlo k inkorporaci Dolní Lužice k České koruně a markrabství se tak stalo z říšského, českým lénem. Nejvyšším správním úředníkem Dolní Lužice byl dolnolužický fojt, který se objevuje v písemných pramenech ve 40. letech 14. století. Úřad fojta byl nejvyšší zemskou soudní instancí.

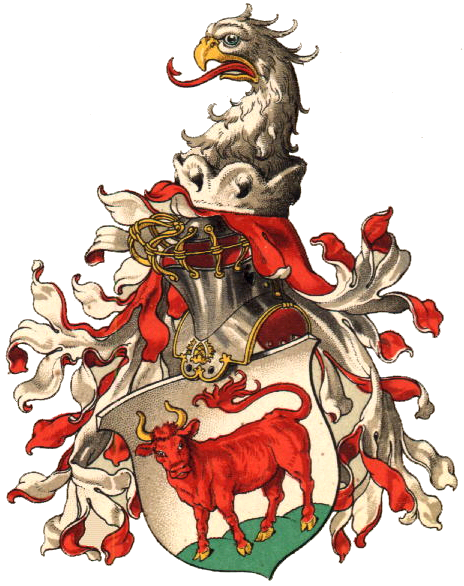
Znak Dolních Lužic od H. G. Ströhla

## Národností složení
V německé části žijí vedle převažujích Němců také menšinoví Lužičtí Srbové. Polská část je po odsunu Němců obývaná Poláky.

## Územní rozsah
Dolní Lužice sousedí na jihu s Horní Lužicí, na východě se Slezskem, na severovýchodě s Lubušskem, na severu a severozápadě s vlastním Braniborskem, na západě s tou částí území bývalé provincie Sasko, která dnes náleží k Braniborsku.